# فرنسيسكو سانشيز (لاعب كرة قدم إسباني)
فرنسيسكو سانشيز (بالإسبانية: Curro Sánchez)‏ (3 يناير 1996 في إسبانيا - ) هو لاعب كرة قدم إسباني في مركز الوسط. شارك مع منتخب إسبانيا تحت 16 سنة لكرة القدم ومنتخب إسبانيا تحت 17 سنة لكرة القدم ومنتخب إسبانيا تحت 18 سنة لكرة القدم ومنتخب إسبانيا تحت 19 سنة لكرة القدم. أما مع النوادي، فقد لعب مع إشبيلية أتلتيكو ونادي إشبيلية.

## وصلات خارجية
- فرنسيسكو سانشيز على موقع قاعدة بيانات كرة القدم.إي يو (الإنجليزية)
- فرنسيسكو سانشيز على موقع Soccerway.com (الإنجليزية)
- فرنسيسكو سانشيز على موقع AS.com (الإسبانية)